# فن الشارع

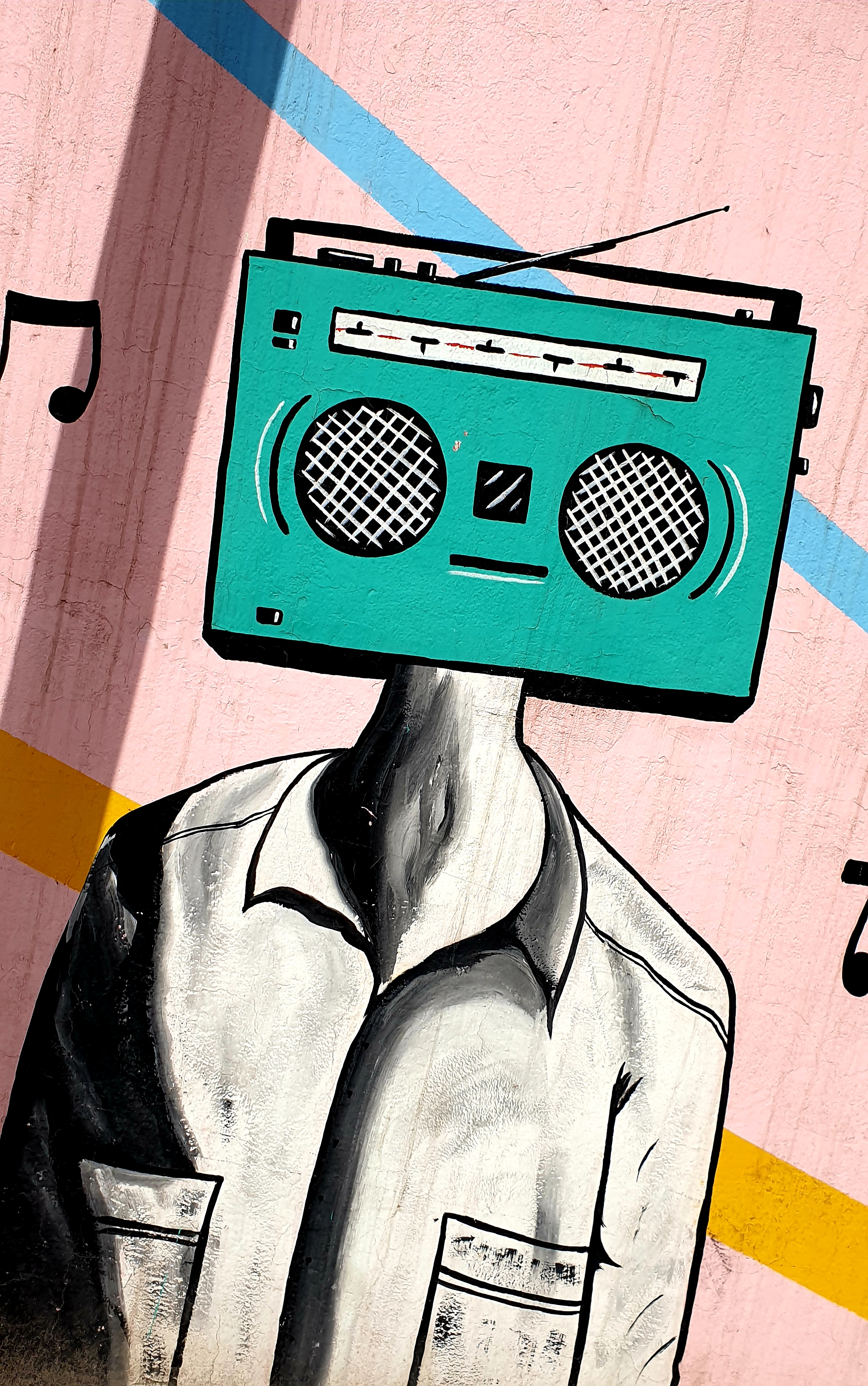
عَمل فَني على أحد شوارع العاصِمة بَغداد.

فَن الشارع (بالإنجليزية: Street art)‏ هو مصطلح يُطلق تحديداً على أشكال الفنون البصرية التي تم إنشاؤها في الأماكن العامة كفن الملصقات والنحت، وكذلك الأعمال الفنية دون حسيب أو رقيب خارج سياق أماكن الفن التقليدي وقد اكتسب المصطلح شعبية خلال فترة ازدهار فن الكتابة على الجدران في عقد 1980.
يفضل بعض الفنانين الذين يختارون الشوارع كمعرض للصور في كثير من الأحيان القيام بذلك بقصد الاتصال مباشرة مع الجمهور بوجه عام، والتي تكون خالية من الحدود حيث يقدم فنانو الشوارع في بعض الأحيان محتوى ذو صلة اجتماعية تملؤه قيمة جمالية، لجذب الانتباه لقضية ما، وكثيرا ما يسافر الفنانين بين البلدان لنشر تصاميمهم في الشوارع، وكذلك لكسب انتباه الإعلام والعالم أو حتى للعمل التجاري.

## الخلفية

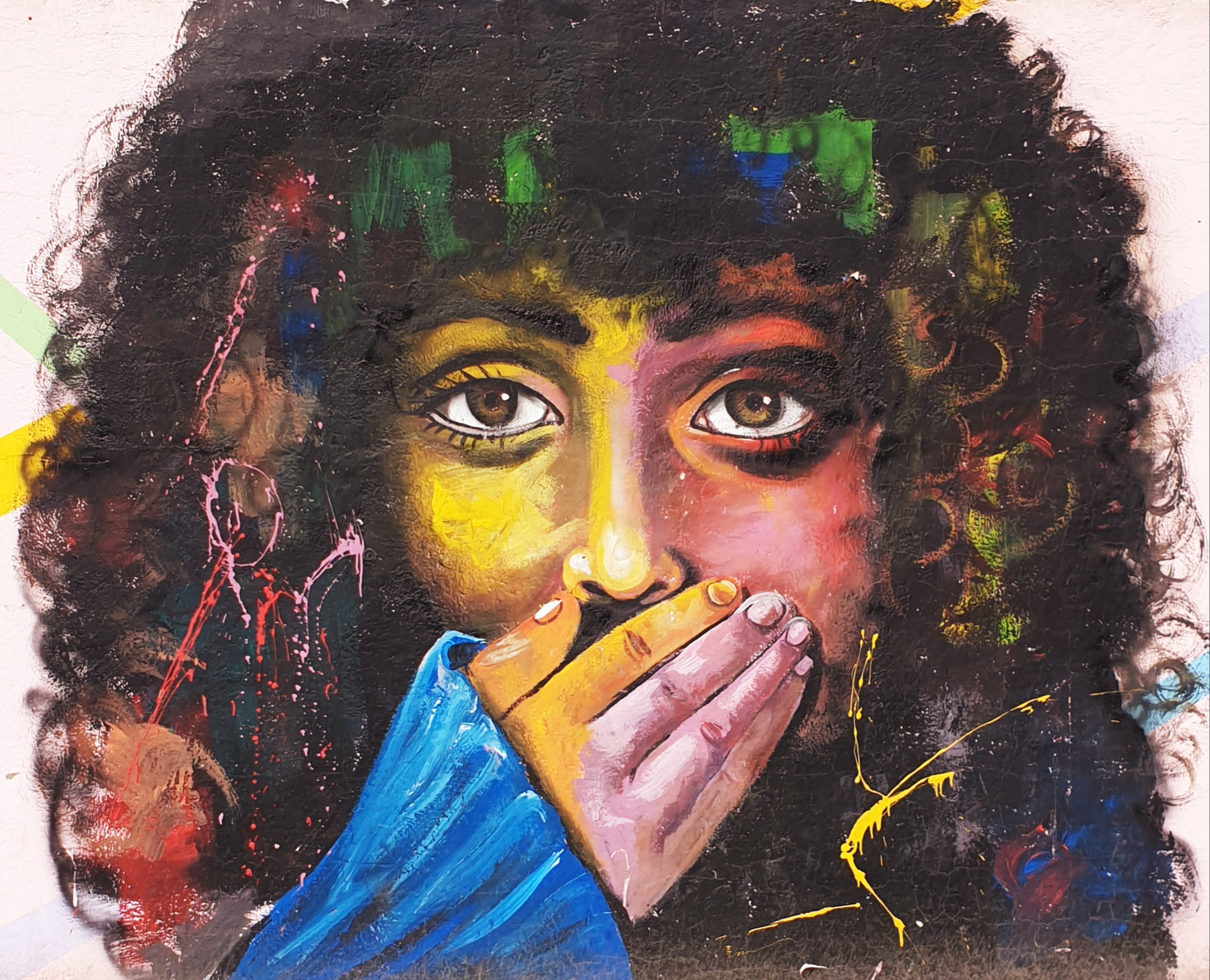
عَمل فَني على أحد شوارع العاصِمة بَغداد.

تحدى فنانو هذا العصر الفن من خلال وضعه في سياقات غير الفن سياقات مختلفة، وفنانو الشارع لا يطمحون إلى تغيير تعريف عملهم الفني، وإنما يشكك في ان البيئة الحالية للغتها الخاصة. وحتى الدوافع والأهداف التي تدفع فنانو الشارع هي متنوعة مثل الفنانين أنفسهم. وعملهم يعتمد على التواصل مع الناس العاديين حول الموضوعات ذات الصلة اجتماعيا بطرق مدروسة بحسب القيم الجمالية دون أن يسجن بها.
هناك تيار قوي من النشاط والتخريب في الفن الحضري. شارع الفن يمكن أن يكون منصة قوية للوصول إلى الجمهور وشكل قوي من أشكال التعبير السياسي عن المظلومين، أو الأشخاص الذين يعانون من موارد قليلة لإحداث التغيير المنشود. وتشمل المتغيرات الشائعة adbusting، subvertising وغيرها من التشويش والثقافة، وإلغاء الملكية الخاصة واستصلاح الشوارع.
بعض الفنانين في الشوارع يستخدمون اسلوب «التخريب الذكي» باعتباره وسيلة لزيادة الوعي بالقضايا الاجتماعية والسياسية. فنانين الشارع ببساطة يرون الحيز الحضري باعتباره شكل غير مستغل للأعمال الفنية الشخصية، في حين أن البعض الآخر قد يقدر التحديات والمخاطر التي ترتبط مع تركيب العمل الفني غير المشروع في الأماكن العامة. والدافع العالمي للمعظم، وحتى إن لم يكن كل فن الشارع، وهو أن التكيف مع الأعمال الفنية البصرية إلى تنسيق الذي يستخدمه القضاء العام يسمح للفنانين الذين قد يشعرون انهم لمحرومين من الوصول إلى جمهور أوسع بكثير من الأعمال الفنية وصالات العرض التقليدية.
في حين استخدم الفنانين الكتابة على الجدران في المقام الأول مباشرة لرسم وانتاج أعمالهم، «فن الشارع» يشمل العديد من وسائل الإعلام وغيرها من التقنيات، بما في ذلك: الفن الصمام، بلاط الفسيفساء، الجداريات، فن الاستنسل، ملصقات الفن، والتماثيل في الشوارع والمنشآت في الشارع، wheatpasting، طباعة خشبية.

رسم جرافيتي قرب أحد الشوارع الملاصقة للجدار العازل في بيت لحم.

وهناك أشكال لوسائل الإعلام الجديدة مثل الإسقاط على مباني مدينة كبيرة هي أداة شعبية متزايدة لشارع الفنانين وتوافر الأجهزة والبرمجيات الرخيصة التي تسمح للفناني الشارع لتصبح أكثر تنافسية مع إعلانات الشركات. مثل العديد من البرامج المفتوحة المصدر والفنانين قادرين على خلق الفن لالمجال العام من أجهزة الكمبيوتر الشخصية، وخلق الأشياء مجانا والتي تتنافس مع شركات صنع الأشياء من أجل الربح بالمثل.
شارع الفن هو مسألة شائكة. بعض الناس يعتبرون ذلك جريمة، والبعض الآخر يعتبرها شكلا من أشكال الفن. قد تكون مشحونة مع شارع التخريب والأذى الخبيثة، والتدمير المتعمد للممتلكات والتعدي الجنائي، أو السلوك المعادي للمجتمع. التعاريف القانونية تختلف بين الولايات القضائية. وفي بعض المدن، فمن غير القانوني لملاك الأراضي السماح لاي كتابات على ممتلكاتهم إذا كان يمكن رؤيته من أي ممتلكات عامة أو خاصة أخرى.